# 梅季魁
梅季魁（1930年—），男，满族，辽宁蓋平县人，中国建筑设计专家，曾任哈尔滨建筑工程学院教授、博士生导师。